# Ignacy Wilczewski
Ignacy Wilczewski (ur. 13 września 1890 we wsi Hejtus, zm. 17 września 1941 w KL Mauthausen-Gusen) – polski muzyk, urzędnik kolejowy, członek polskich organizacji w Wolnym Mieście Gdańsku.

## Życiorys
Urodził się we wsi Hejtus, niedaleko Sianowskiej Huty (dziś powiat kartuski). Jego matka – Marianna Miotk – urodziła się 20 listopada 1862 w Hejtusie. Ojciec – rolnik Albrecht (Adalbert, Wojciech) Wilczewski – pochodził z Małkowa niedaleko Żukowa. Ignacy został ochrzczony w Sianowie 21 września 1890. Jego rodzicami chrzestnymi byli: Joseph Konkol i Emilie Wilczewska. Ignacy miał jedenaścioro rodzeństwa (8 braci i 3 siostry).
W latach 1912–1918 odbył służbę wojskową w 128 gdańskim Królewskim Pułku Piechoty uczestnicząc w I wojnie światowej. Po demobilizacji w grudniu 1918 roku zamieszkał w Gdańsku. Był wzrostu średniego: 171 cm, twarz owalna, oczy brązowe, włosy ciemno blond, znaki szczególne: brak (dane z paszportu Freie Stadt Danzig). 6 lutego 1919 roku ożenił się tamże z Anastazją Schulta (zmarła w 1993 r. w wieku 99 lat). Jego syn Herbert był nauczycielem i wykładowcą. W latach 1958–1960 pełnił funkcję kierownika Muzeum w Grudziądzu.

Ignacy Wilczewski był obywatelem Wolnego Miasta Gdańska. W konserwatorium zdobył wykształcenie muzyczne. Kształcił się także w kierunku handlowym. W Wykazie Stowarzyszeń Śpiewaczych, biorących udział w 1. Wszechpolskim Zjeździe Stowarzyszeń Śpiewaczych 4-5 czerwca 1922 roku w Warszawie, jest napisane: 

Koło Śpiewacze Harmonia założone 18.01.1922r. w Siedlcach, dyrygent Ignacy Wilczewski, rodzaj chóru: mieszany, liczba członków chóru: 28, 4 delegatów na 1.Wszechpolski Zjazd 4-5.06.1922 w Warszawie

Od początku lat dwudziestych związany z "Harmonją", założoną pierwotnie jako polskie koło śpiewacze w Gdańsku – Emaus 6 lutego 1920 roku. Do 11 czerwca 1922 roku był jej dyrygentem. Ponownie, dyrygował chórem pomiędzy 1930 a 1932 rokiem. Często koncertował w Gdańsku i okolicach podczas imprez polonijnych i kościelnych. Prowadzona przez niego orkiestra kameralna grała do tańca w polskich kawiarniach i restauracjach. Mieszkał we Wrzeszczu przy ulicy Wajdeloty 17 (wówczas Marienplatz/Marienstrasse.
Czynnie uczestniczył we wszystkich kampaniach wyborczych do gdańskiego Volkstagu. Od 1 maja 1926 roku był etatowym pracownik Gdańskiej Dyrekcji PKP. Od 7 listopada 1934 do 1939 roku był asystentem PKP na stacji kolejowej Sopot. Był członkiem polskich organizacji w Wolnym Mieście Gdańsku: Gminy Polskiej, Związku Polaków i Zjednoczenia Zawodowego Polskiego. Latem 1939 roku dyżurował w Komisariacie Generalnym RP w Gdańsku. 26 sierpnia 1939 roku w związku z przeniesieniem siedziby Dyrekcji PKP ewakuowany z Gdańska do Bydgoszczy. Po powrocie do Gdańska aresztowany przez Gestapo 6 kwietnia 1940 roku i skierowany do obozu koncentracyjnego Sachsenhausen koło Berlina, następnie do KL Mauthausen-Gusen w Austrii. Stanął w obronie bitego współwięźnia, po czym esesman skatował go i zepchnął w przepaść w kamieniołomach. Pomimo dawania oznak życia 17 września 1941 roku został spalony w krematorium.
28 kwietnia 2011 roku jego imieniem Rada Miasta Gdańska nazwała skwer u zbiegu ulic Zakopiańskiej i Bema na Siedlcach.